# Niederbellinghausen
Niederbellinghausen ist eine von 51 Ortschaften der Stadt Wiehl im Oberbergischen Kreis im Regierungsbezirk Köln in Nordrhein-Westfalen (Deutschland).

## Lage und Beschreibung
Der Ort liegt rund 3,5 km südwestlich vom Stadtzentrum von Wiehl entfernt, nahe der Landesstraße 350. Niederbellinghausen liegt südlich der Bundesautobahn 4.

## Geschichte
- 1289 wird der in der Quellmulde des Bechbaches liegende Ort Niederbellinghausen erwähnt.
- 1375 urkundliche Erwähnung von Niederbellinghausen bei der Belehnung des Arnold von Bellingkaus durch Graf Johann von Sayn-Wittgenstein.
- Niederbellinghausen findet sich auf der A.-Mercator-Karte von 1575 Bellickhausen. Namensgeber und Gründer war ein ~inghauser-Siedler (zur Zeit des Eindringens fränkischer Stämme im Oberbergischen Raum vor ca. 1200 Jahren). Namensursprung: bill = der Ruhige. Der Ort liegt an einem uralten Höhenweg, der Brüderstraße (alde Broederstraiß).
- Im Futterhaferzettel der Herrschaft Homburg von 1580 werden als abgabepflichtig in Bellekausen ein Wittgensteinischer, 3 Saynische und 2 Bergische Untertanen gezählt.
- 1593 Thoniß, der Halfmann (Pächter) des Hofes Bellinghausen wird nach langen Streitigkeiten um seine Zugehörigkeit zu Berg oder Sayn, weil er sonst allerlei auf dem Kerbholz hatte, von den Bergischen verhaftet und in das Hachenburger Gefängnis geworfen. Nach der unter Kaiser Karl V. eingeführten peinlichen Hals-Gerichts-Ordnung  wird er schuldig gesprochen, enthauptet und in Hachenburg auf dem Friedhof Christlich zu Erden bestattet.
- 1929 wurden bei der Suche nach Wasservorkommen Mauerreste der Burg Bellinghausen entdeckt. Bei einer 1929 vorgenommenen Ausgrabung fanden sich Tonscherben aus dem 14. Jahrhundert. Eine weitere Ausgrabung erfolgte 2019. Noch im 16. Jahrhundert war die Burg Sitz des saynschen Amtmannes von Homburg "Quad zu Isengarten" (Burg Isengarten bei Waldbröl – Quad = Querkopf).